# Tetrapterys turnerae
Tetrapterys turnerae är en tvåhjärtbladig växtart som beskrevs av Carl Friedrich Philipp von Martius och Adrien Henri Laurent de Jussieu. Tetrapterys turnerae ingår i släktet Tetrapterys och familjen Malpighiaceae. Inga underarter finns listade i Catalogue of Life.